# Argyresthia kasyi
Argyresthia kasyi is een vlinder uit de familie van de pedaalmotten (Argyresthiidae). De wetenschappelijke naam van de soort werd in 1963 gepubliceerd door G. Friese.